# Margit Geissler-Rothemund
Margit Geissler-Rothemund (auch Margit Geißler; * 24. Oktober 1958 in Berlin; † 22. Februar 2016 in München) war eine deutsche Schauspielerin, die nebenbei auch als Fotomodell arbeitete.

## Wirken
Margit Geissler arbeitete in München in einem Schallplattenladen. Sie machte Öffentlichkeitsarbeit verschiedener Musikproduzenten, darunter Ralph Siegel. Danach absolvierte sie eine vierjährige Gesangs- und Schauspielausbildung. Ihre erste Filmrolle erhielt sie in einem Krimi, danach agierte sie in diversen Sexkomödien als Hauptdarstellerin, etwa in Nackt und heiß auf Mykonos an der Seite von Sascha Hehn. Zu dieser Zeit war sie auch häufig in Magazinen und Illustrierten abgebildet. In den 1980er Jahren wurde sie für Film- und Fernsehrollen besetzt. So wirkte Geissler in dem Leinwandstreifen Didi und die Rache der Enterbten oder der Serie Monaco Franze mit. 1985 moderierte sie außerdem den Vorentscheid zum Eurovision Song Contest, Ein Lied für Göteborg. Zwischen 1995 und 1997 war sie als Hilde Möhlmann-Poppel in der Daily-Soap Marienhof zu sehen.
Aus der 1983 geschlossenen Ehe mit dem Regisseur Sigi Rothemund ging 1990 eine Tochter hervor. Acht Jahre später ließ sich das Paar scheiden. Um ihren Lebensunterhalt zu verdienen, kellnerte sie und schulte außerdem zur Personenschützerin um. Als solche nahm sie sich Prominentenkindern an und kümmerte sich nebenbei um drogenabhängige Jugendliche, nachdem sie sich bereits in den 1990er Jahren ehrenamtlich als Streetworkerin im Englischen Garten engagiert hatte. Nach 14 Jahren TV-Abwesenheit hatte Margit Geissler-Rothemund 2011 und 2012 zwei kleinere Fernsehauftritte. Ab Mai 2012 betrieb sie das Berdux 5, ein Bordell in München-Pasing.
Margit Geissler erlag mit 57 Jahren im Krankenhaus Barmherzige Brüder in München – Neuhausen-Nymphenburg einer Lungenkrebserkrankung.

## Filmografie
- 1979: Nackt und heiß auf Mykonos
- 1979: Graf Dracula (beisst jetzt) in Oberbayern
- 1979: Zum Gasthof der spritzigen Mädchen
- 1979: Kesse Teens und irre Typen
- 1979: Spanische Oliven
- 1980: Heiße Kartoffeln
- 1980: Die schönen Wilden von Ibiza
- 1981: Onkel & Co – Die geklaute Miss (Fernsehserie)
- 1982: Ich bin dein Killer (alternativ: Nullpunkt)
- 1982: Ehe oder Liebe
- 1982: Das kann ja heiter werden (Fernsehserie, 5 Folgen)
- 1983: Frühlingssinfonie
- 1983: Monaco Franze – Ein ernsthafter älterer Herr (Fernsehmehrteiler)
- 1984: Die schöne Wilhelmine – Ewige Treue (Fernsehmehrteiler)
- 1984: Laufen, leiden, länger leben
- 1985: Drei und eine halbe Portion
- 1985: Didi und die Rache der Enterbten
- 1985: Alte Gauner – Fabrikanten (Fernsehserie)
- 1986: Urlaub auf Italienisch (Fernsehserie)
- 1986: Laufen, leiden, länger leben (Fernsehfilm, 2 Teile)
- 1986: Ein Fall für zwei – Todsicherer Tip (Fernsehserie)
- 1987: Hafendetektiv – Kalte Rache (Fernsehserie)
- 1987: Der Ochsenkrieg (Fernsehmehrteiler, 5 Folgen)
- 1987: Wunschpartner (Fernsehserie)
- 1988: Starke Zeiten
- 1988: Zärtliche Chaoten II
- 1988: Eurocops – Schweigegeld (Fernsehserie)
- 1988: SOKO München – Unliebsame Konkurrenz (Fernsehserie)
- 1988–1999: Cop & Co. (Fernsehserie)
- 1989: Aufs Ganze (Fernsehfilm, 2 Teile)
- 1989: Peter Strohm – Fracht für Mailand (Fernsehserie)
- 1990: Der Kameramann
- 1993: Die Männer vom K3 (Fernsehserie, 1 Folge)
- 1995–1997: Marienhof (Fernsehserie)
- 1995: Rosa Roth – Lügen (Fernsehserie)
- 2011: Eine Hand schmiert die andere
- 2011: Hubert und Staller – Mein lieber Schwan (Fernsehserie)